# Teen Titans Go! & DC Super Hero Girls - Confusione nel Multiverso
Teen Titans Go! & DC Super Hero Girls - Confusione nel Multiverso (Teen Titans Go! & DC Super Hero Girls: Mayhem in the Multiverse) è un film d'animazione direct-to-video del 2022, crossover tra le serie Teen Titans Go! e DC Super Hero Girls prodotto da DC Comics Entertainment e Warner Bros. Pictures Television Animation Distribution. In Italia è stato trasmesso su Boing nel 2023.

## Trama
Dopo la battaglia su Terra-3000, il terribile Lex Luthor unisce i peggiori super-criminali del mondo per catturare tutti i supereroi della Terra con l'aiuto di un antico potere kriptoniano per imporre il suo potere nel suo universo, ma poi confiscato dagli eroi; soltanto le DC Super Hero Girls sono rimaste per fermare la malvagia Legione del Destino. I nostri eroi devono attraversare le dimensioni per salvare i loro compagni, ma trovano degli alleati nei Teen Titans. I giovani supereroi scoprono che la loro forza combinata è essenziale per salvare la situazione.

## Distribuzione
Il film è stato distribuito in DVD il 24 maggio 2022.

## Doppiaggio

### Doppiatori originali
- Kimberly Brooks: Bumblebee
- Greg Cipes: Beast Boy "BB"
- Keith Ferguson: Batman
- Will Friedle: Lex Luthor
- Grey Griffin: Wonder Woman
- Phil LaMarr: Flash
- Jessica McKenna: Aqualad
- Scott Menville: Robin
- Max Mittelman: Superman
- Khary Payton: Cyborg
- Alexander Polinsky: Control Freak
- Missi Pyle: Cynthonna
- Jason Spisak: Hal Jordan
- Tara Strong: Batgirl
- Nicole Sullivan: Supergirl
- Cree Summer: Hyppolita
- Fred Tatasciore: Joe El
- Mirna Velasco: Lanterna Verde

### Doppiatori italiani
- Joy Saltarelli: Bumblebee
- Gabriele Patriarca: Beast Boy "BB"
- Alessio De Filippis: Robin
- Ilaria Latini: Stellarubia
- Luigi Ferraro: Cyborg
- Monica Bertolotti: Corvina